# Prefectura de Vakaga
Vakaga es una de las catorce prefecturas de la República Centroafricana. Está situada en el extremo norte del país, siendo una de las cuatro esquinas centroafricanas. Tiene fronteras con Chad y Sudán. Su capital es Birao. Linda con las prefecturas de Bamingui-Bangoran y Haute-Kotto al sur.
Además de Birao, también es importante la ciudad de Ouanda Djallé, en el sur.
En Vakaga se encuentran dos de los tres parques naturales de los que cuenta el país: St. Floris, que también está en Bamingui-Bangoran, y el P.N. de André Félix.
- Datos: Q848585